# Biserica de lemn „Sfânta Cuvioasă Paraschiva” din Hoginești
Biserica de lemn „Sf. Cuvioasă Paraschiva” este o biserică amplasată în Hoginești, raionul Călărași, Republica Moldova. Este un monument arhitectural de importanță națională inclus în Registrul monumentelor Republicii Moldova ocrotite de stat cu nr. 183 (raionul Călărași). Datează din 1888.